# Chel Negrin
Chel Ita Negrin Rostan (nacida en 1932 en Jacinto Arauz, Argentina) fue una arquitecta y artista plástica, considerada una pionera de la arquitectura en la Universidad Nacional de La Plata, destacada por enfocar el repertorio arquitectónico contemporáneo en la construcción de viviendas para la clase media.

## Reseña biográfica
Chel Ita Negrin nació en Jacinto Arauz, La Pampa, en 1932. Realizó sus estudios en la ciudad de Bahía Blanca, donde conoció y frecuentó la Casa Pillado, una de las primeras obras construidas en Argentina por el arquitecto Vladimiro Acosta. Allí heredó la biblioteca de arquitectura  del Dr. Pillado, seleccionada por el propio Acosta. Tras un breve paso por la carrera de Ingeniería en la Universidad Nacional del Sur, en 1953 se mudó a la capital bonaerense para estudiar Arquitectura. En la Universidad Nacional de La Plata, Negrin fue parte de una camada de arquitectos influenciados por el Movimiento Moderno europeo en los Congresos Internacionales de la Arquitectura Moderna (CIAM). Se graduó el 21 de diciembre de 1959 en la carrera de Arquitectura que desde 1952, dependía del Departamento de la Facultad de Ciencias Fisicomatemáticas de la UNLP, siendo una de las primeras arquitectas graduadas de dicha casa de estudios, en una época en que la disciplina era entendida como un territorio masculino.
Su compañero de vida, el arquitecto Tulio Icilio Fornari, compartió con ella el ámbito laboral. Trabajaron conjuntamente en las áreas de diseño arquitectónico, industrial, gráfico, plástico electrográfico e infográfico, tanto en Argentina como en México. Chel Negrin, junto a otros arquitectos exiliados que buscaron insertarse en ambientes académicos, han tenido un notable impacto en las trayectorias y evolución de la enseñanza latinoamericana de arquitectura.
Negrin inició carrera desempeñándose como proyectista y directora de obra en “Baum & Kadishevich” (1960-1961), una empresa constructora de obras civiles. En el año 1962, luego de una estadía en Cuba, fue contratada por el Departamento de Construcciones de la FCF-UNLP  entre 1962 y 1966. Allí trabajó como investigadora con dedicación completa junto a Fornari, siendo su tema de investigación la prefabricación e industrialización de la construcción. Participó en numerosos congresos de Arquitectura, Industria de la Construcción y Diseño Industrial, en algunos casos asistiendo como representante institucional.
Entre 1962 y 1964 se incorporó como docente a la recientemente creada Facultad de Arquitectura y Urbanismo (FAU) de la UNLP. Su cargo, de Ayudante de Curso Diplomado, estaba asignado a una asignatura conocida como Taller Vertical de Arquitectura, cuyo profesor titular era el arquitecto Rodolfo D. Ogando quien fuera el primer arquitecto graduado en La Plata. Trabajó además en la misma época como asesora en el Instituto de la Vivienda de la Provincia de Buenos Aires (IVPBA) en materia de industrialización de la construcción y en elaboración de bases para llamados a concursos de sistemas constructivos no tradicionales para la construcción de viviendas de interés social, uno de sus temas de interés. En 1965 se encargó de la organización institucional, concepción, estructuración y puesta en marcha del Centro de Información y Documentación de la Construcción. Entre abril de 1966 y febrero de 1968, Negrin se desempeñó bajo contrato en el Departamento de Diseño de la Escuela Superior de Bellas Artes de la UNLP revistiendo como Profesora Adjunta en la cátedra “Taller de Diseño Industrial”
Junto a su esposo fundó un estudio de arquitectura, en el cual recibió encargos de proyectos, direcciones técnicas y construcciones de obras de arquitectura. También escribieron un libro juntos sobre la disciplina.
La ola de violencia política que azotó la ciudad,  tras la muerte del presidente Juan Domingo Perón el 1 de julio de 1974, afectó tanto a Negrin como a su esposo, quien fuera decano de la Facultad de Arquitectura y Urbanismo. Tras aparecer en una “lista negra” confeccionada la Concentración Nacional Universitaria (CNU), en la madrugada del 3 de noviembre de 1974 la vivienda de la pareja fue irrumpida e incendiada con bombas molotov. Esto motivó su mudanza primero a distintas localidades de la costa bonaerense y luego, en 1977, se exiliaron en Brasil,  donde trabajaron en la Universidad de Río de Janeiro,  hasta que en 1979 se radicaron en México DF. Allí Negrin se incorporó a la Universidad Autónoma Metropolitana (UAM),donde se la designó como Profesora Visitante hasta que en 1981 obtuvo por concurso público de oposición y antecedentes una plaza de Profesora Titular-Investigadora de planta, con dedicación exclusiva.
En 1999 se retiró de la UAM y volvió a la Argentina dedicándose hasta el 2005 a la plástica digital, continuando así las experimentaciones neográficas iniciadas en México.
Negrin es hoy reconocida como una de las máximas referentes del urbanismo argentino.